# Ħal Far
Ħal Far (denominazione originaria in lingua italiana Casal Far) era un aeroporto della Royal Air Force dal 1929 fine a circa 1978. Ora è un sito industriale situato tra Zurrico e Birzebbugia.
Parte del sito era stato convertito in un campo per gli immigrati che giungevano sulle coste dell'isola.

## Galleria d'immagini

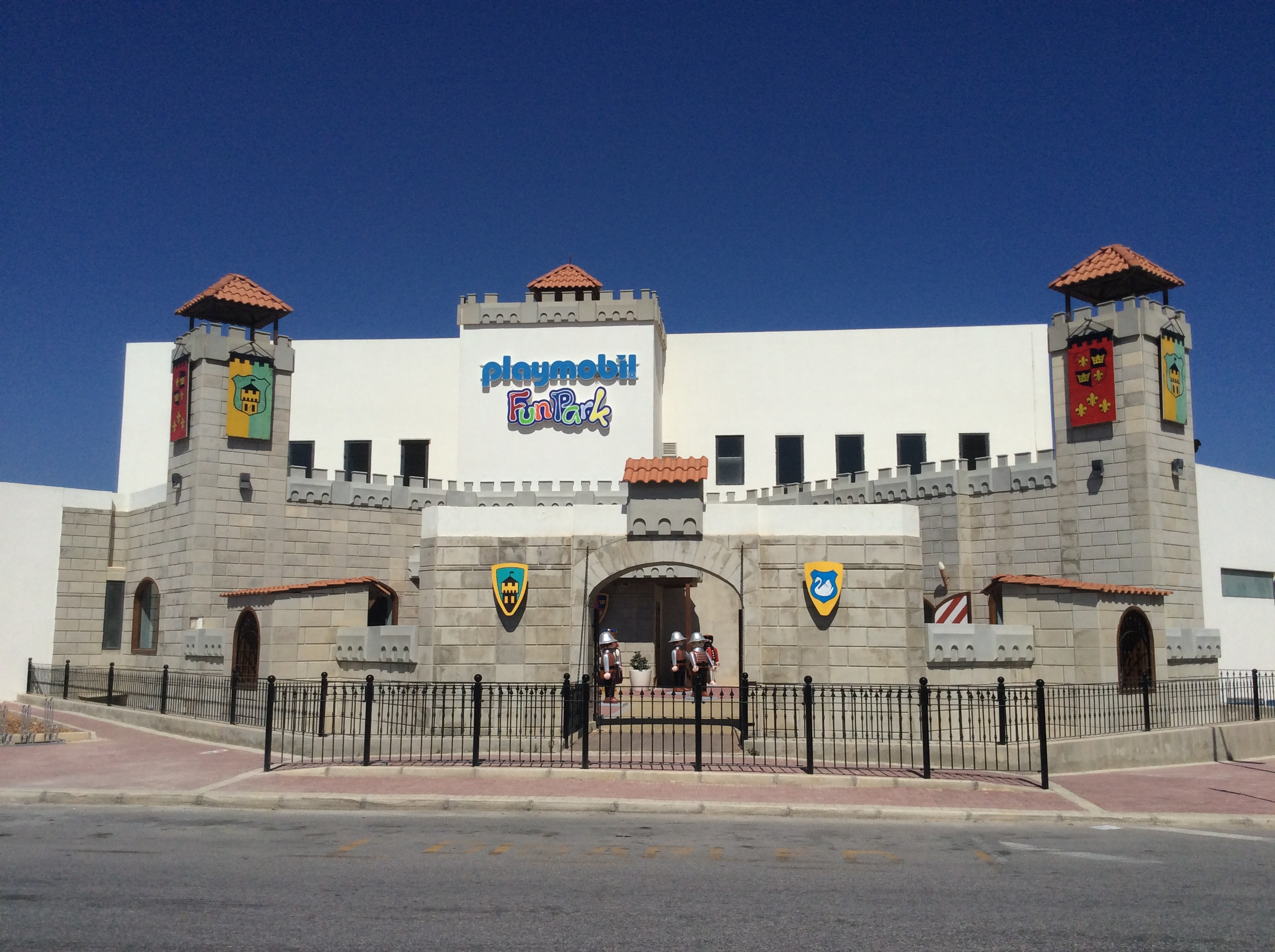
Playmobil Park
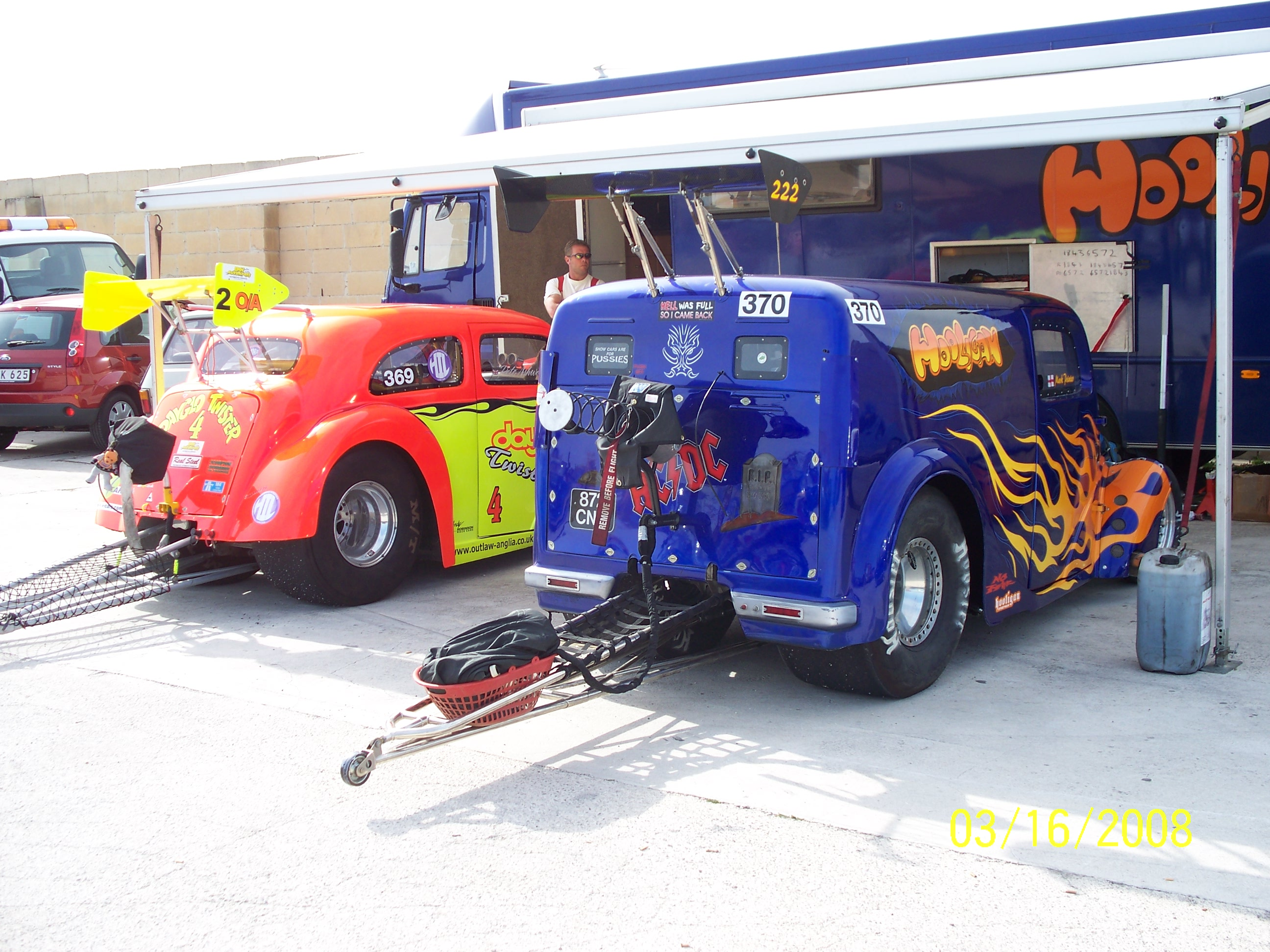
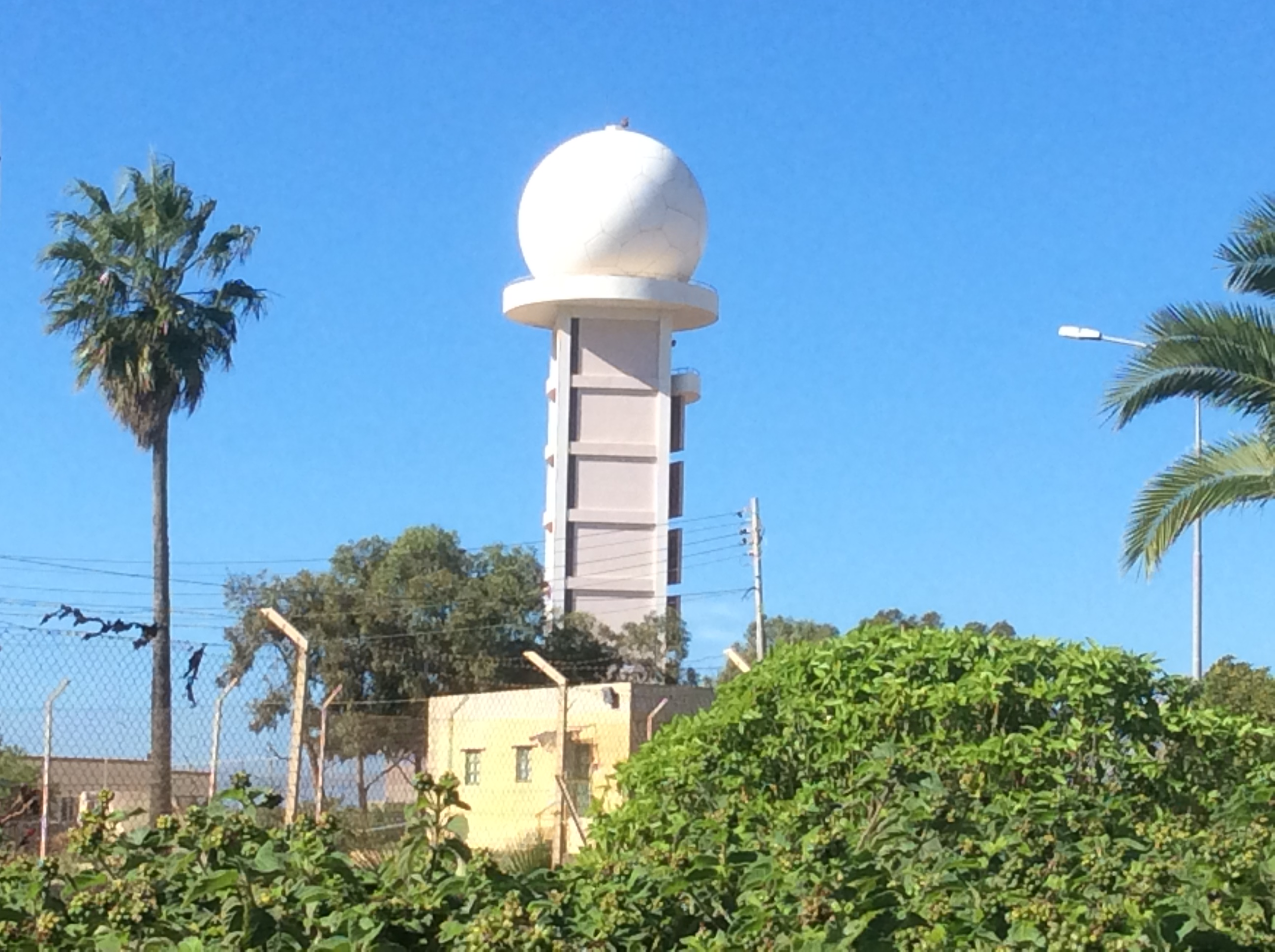
Hal Far radio signal Tower
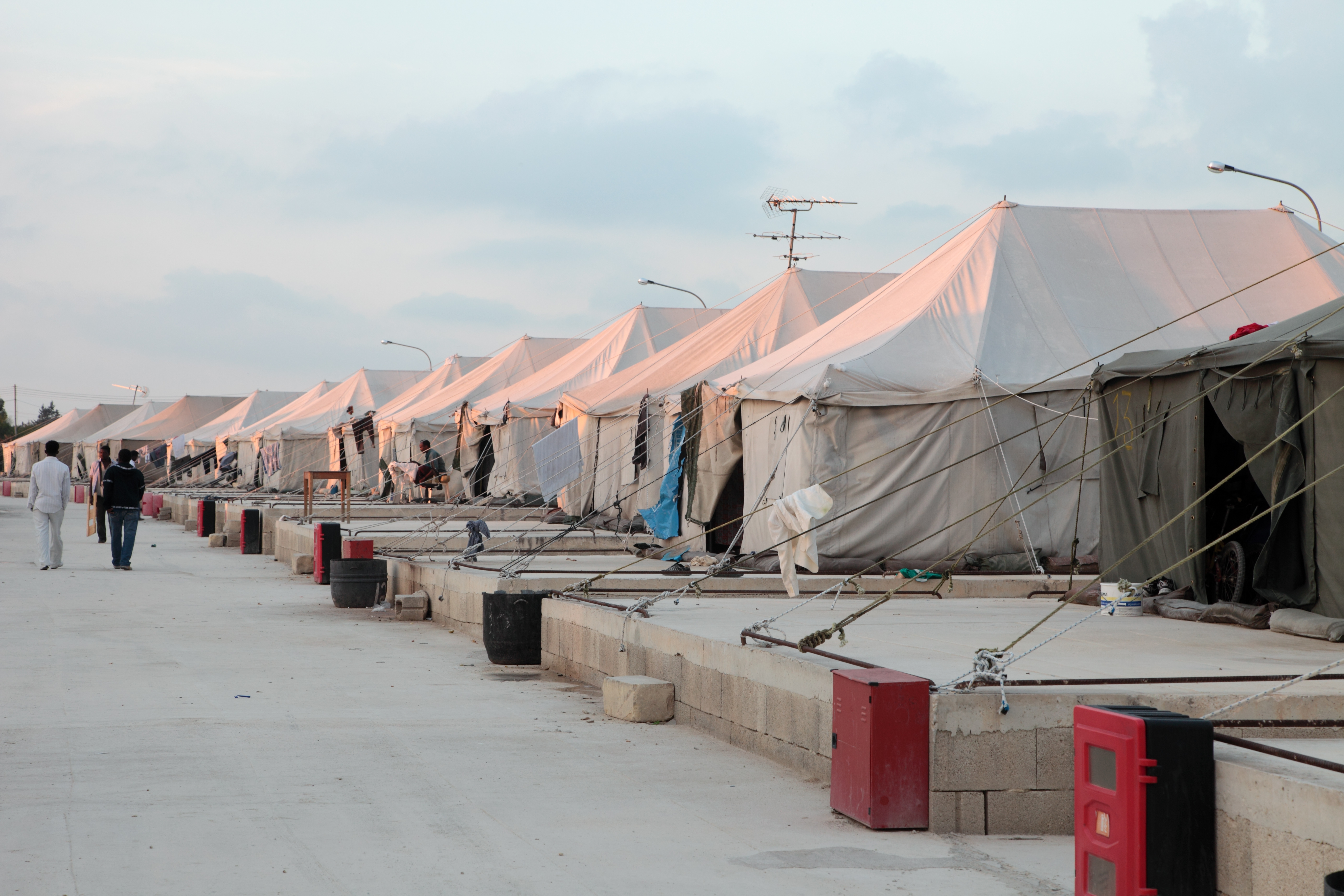
Hal-Far Immigration Reception Centre